# Schleusentreppe

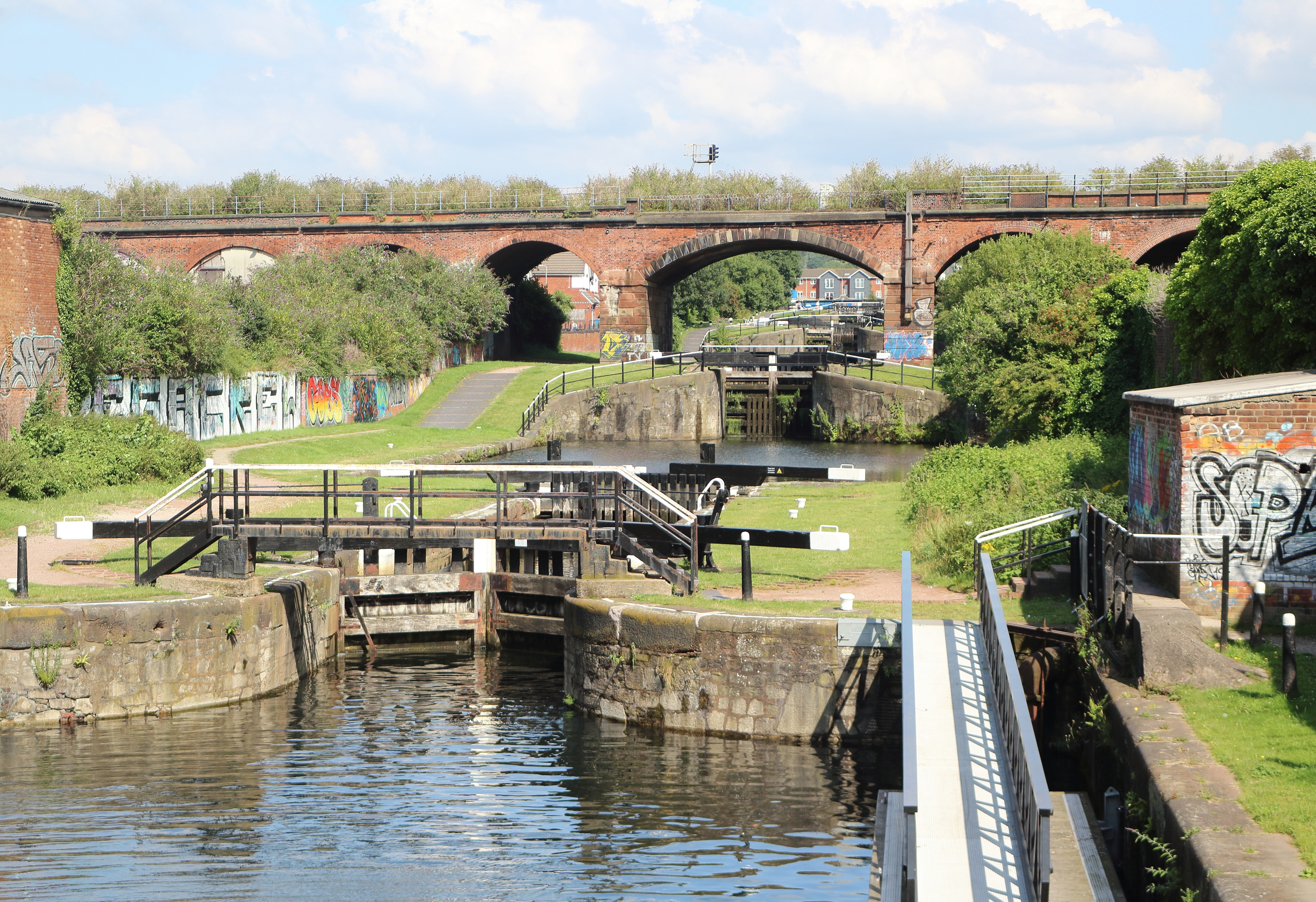
Schleusengruppe Stanley Lock Flight in Liverpool

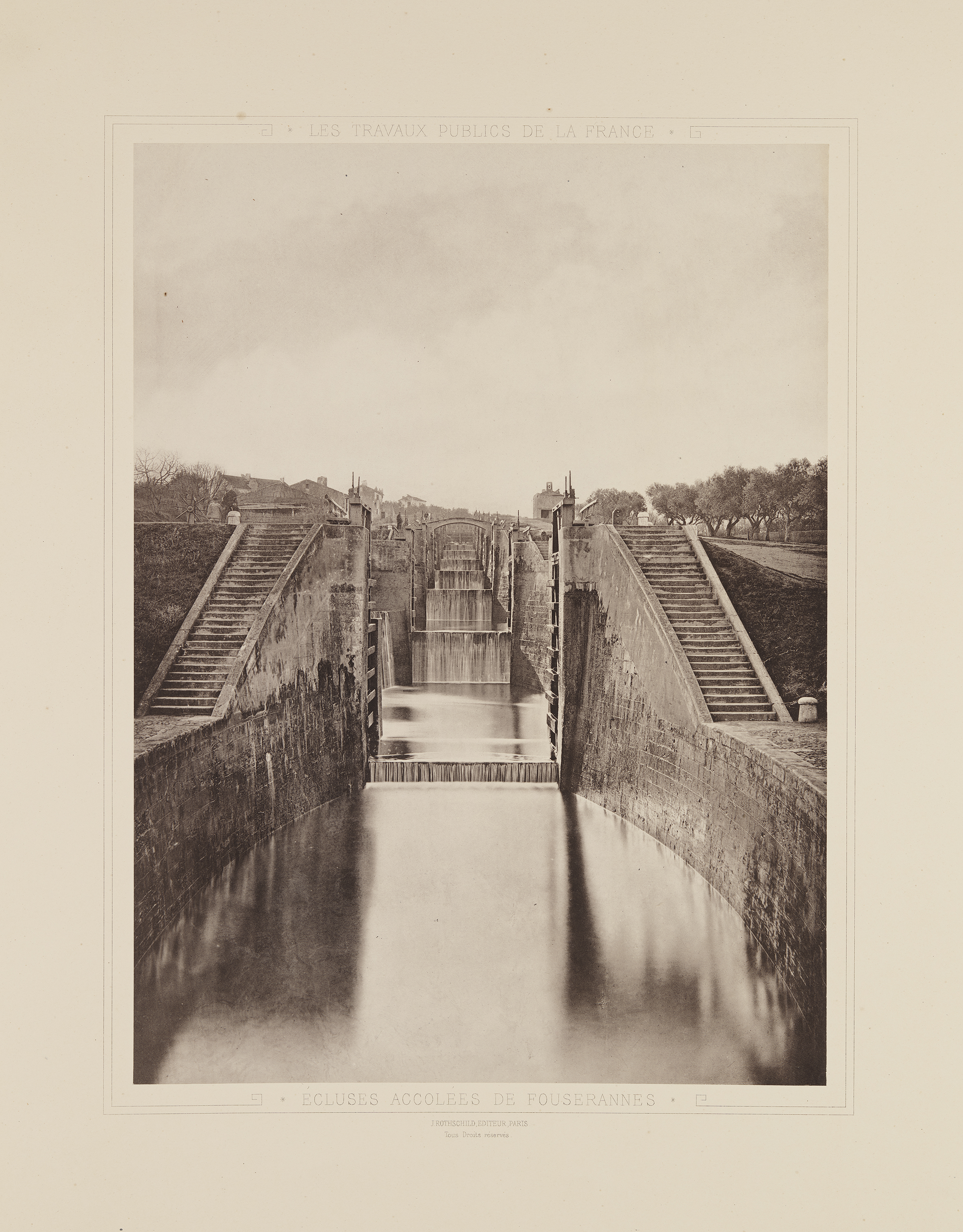
Schleusentreppe Fonserannes (1883)

Unter einer Schleusentreppe versteht man eine Schleuse, bei der zur Überwindung einer größeren Fallstufe mehrere Schleusenkammern unmittelbar oder mit kurzen Zwischenhaltungen aufeinander folgen.
Schleusentreppen sind vor allem in älteren Wasserwegen zu finden. Nachteilig daran ist der Umstand, dass mehrere zeitaufwendige Schleusungsvorgänge aufeinander folgen müssen, zudem beanspruchen nicht nur die Schleusen selbst viel Platz, sondern auch die jeweils notwendigen Ausweich- und Wartebecken, um Gegenverkehr zu ermöglichen. Heute wird für solche Anforderungen bevorzugt ein Schiffshebewerk eingesetzt, das zwar technisch aufwendiger ist, aber weniger Fläche beansprucht und in wesentlich kürzerer Zeit passiert wird.
Früher wurden Koppelschleusen als Doppel- und Dreifachschleusen errichtet. Ab vier Schleusenkammern spricht man von einer Schleusentreppe. Die Englische Sprache unterscheidet noch feiner zwischen einer Schleusentreppe (staircase lock) und einer Schleusenflucht (lock flight); während bei einem staircase lock die Schleusenhäupter benachbarter Kammern zusammenfallen, das Ausfahrtstor einer Kammer also gleichzeitig das Einfahrtstor der nächsten ist, sind bei einem lock flight die Schleusenhäupter mit kurzen Zwischenhaltungen (als Wasservorrat oder zum Ausweichen bei Gegenverkehr) voneinander abgesetzt. Die Schleusentreppe Niederfinow hat 260 Meter lange Zwischenhaltungen und wird dort als Verbundschleuse bezeichnet.

## Bekannte Schleusentreppen
- 1912–1972: Schleusentreppe Niederfinow (36,0 m Fallhöhe in 4 Stufen) der Havel-Oder-Wasserstraße in Deutschland, stillgelegt
- seit 17. Jahrhundert: Schleusentreppe Fonserannes (13,6 m Fallhöhe in 6 Stufen) am Canal du Midi in Frankreich
- Schleusentreppe von Golbey (44,0 m Fallhöhe in 15 Stufen) am Canal des Vosges
- Schleusentreppe Arzviller (44,55 m Fallhöhe in 18 Stufen) am Canal de la Marne au Rhin, stillgelegt
- Neptune’s Staircase (20,0 m Fallhöhe in 8 Stufen) am Kaledonischen Kanal in Schottland
- Caen Hill Schleusentreppe (72,0 m Fallhöhe in 29 Stufen) Kennet-und-Avon-Kanal in Devizes (England)
- Carl-Johans-Schleusen (18,8 m Fallhöhe in 7 Stufen) am Göta-Kanal bei Berg in Schweden[3]
- Vrangfoss (23,0 m Fallhöhe in 5 Stufen) am Telemarkkanal in Norwegen
- Schleusentreppe in Mouleydier (21,40 m Fallhöhe in 6 Stufen) am Canal de Lalinde in der Dordogne (Frankreich), stillgelegt
- Schleusentreppe Rogny (24,0 m Fallhöhe in 7 Stufen) in Rogny-les-Sept-Écluses am Canal de Briare (Frankreich), stillgelegt
- seit 1997: Schleusentreppe am Drei-Schluchten-Damm (109 m Fallhöhe in 5 Stufen) am Jangtsekiang in China

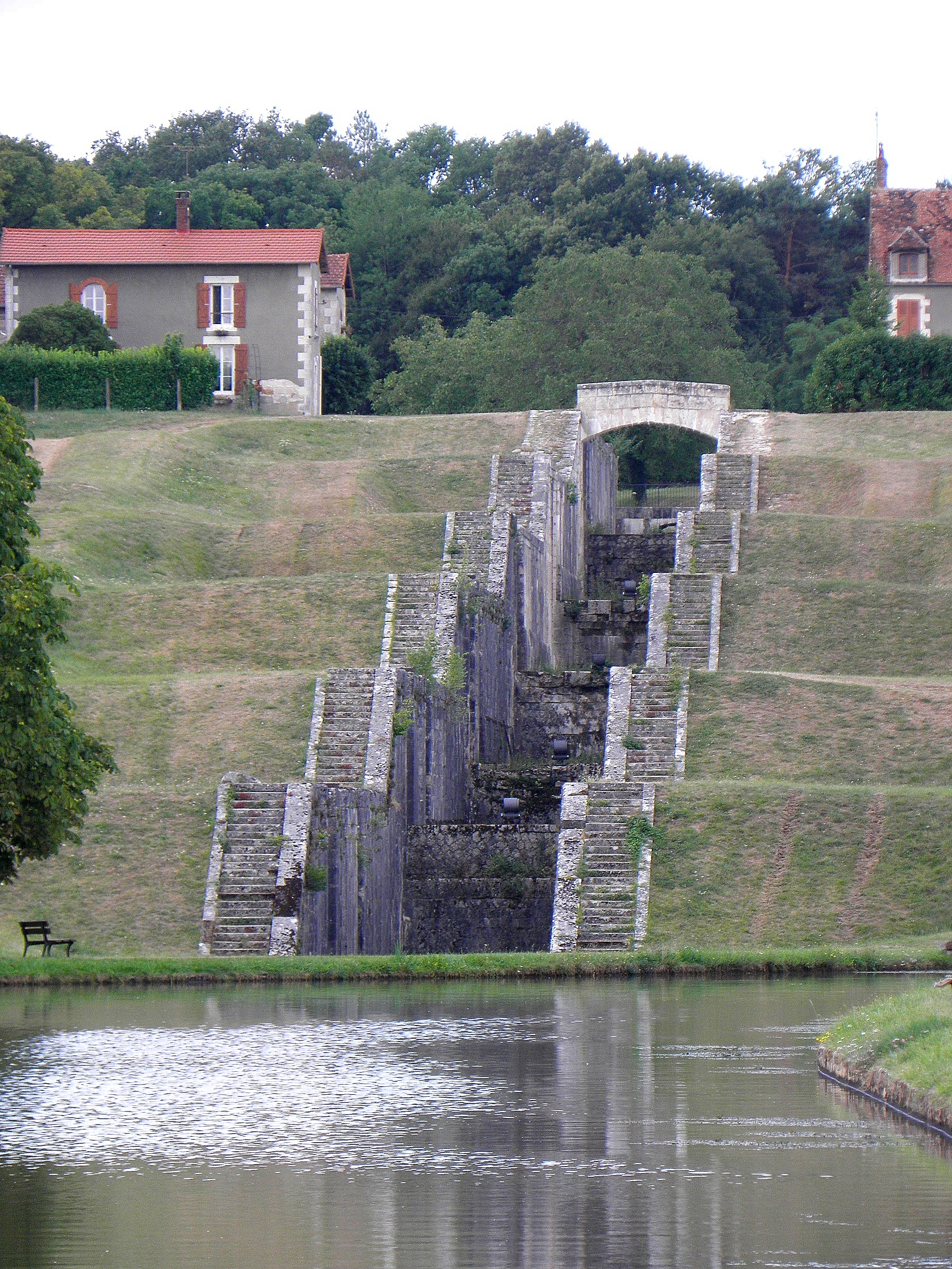
Weltweit älteste Schleusentreppe von 1642 in Rogny-les-Sept-Écluses
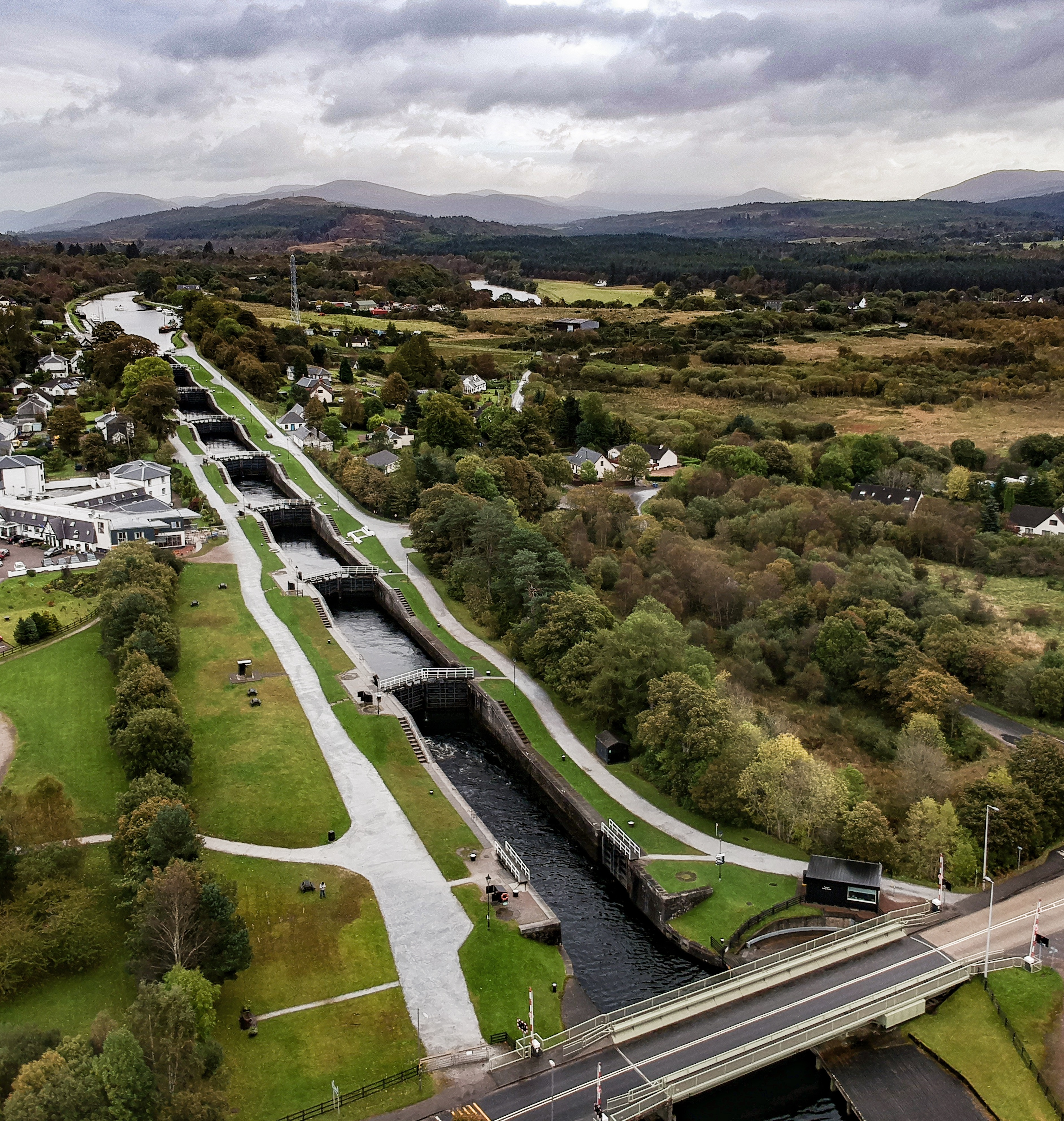
Neptune’s Staircase in Schottland
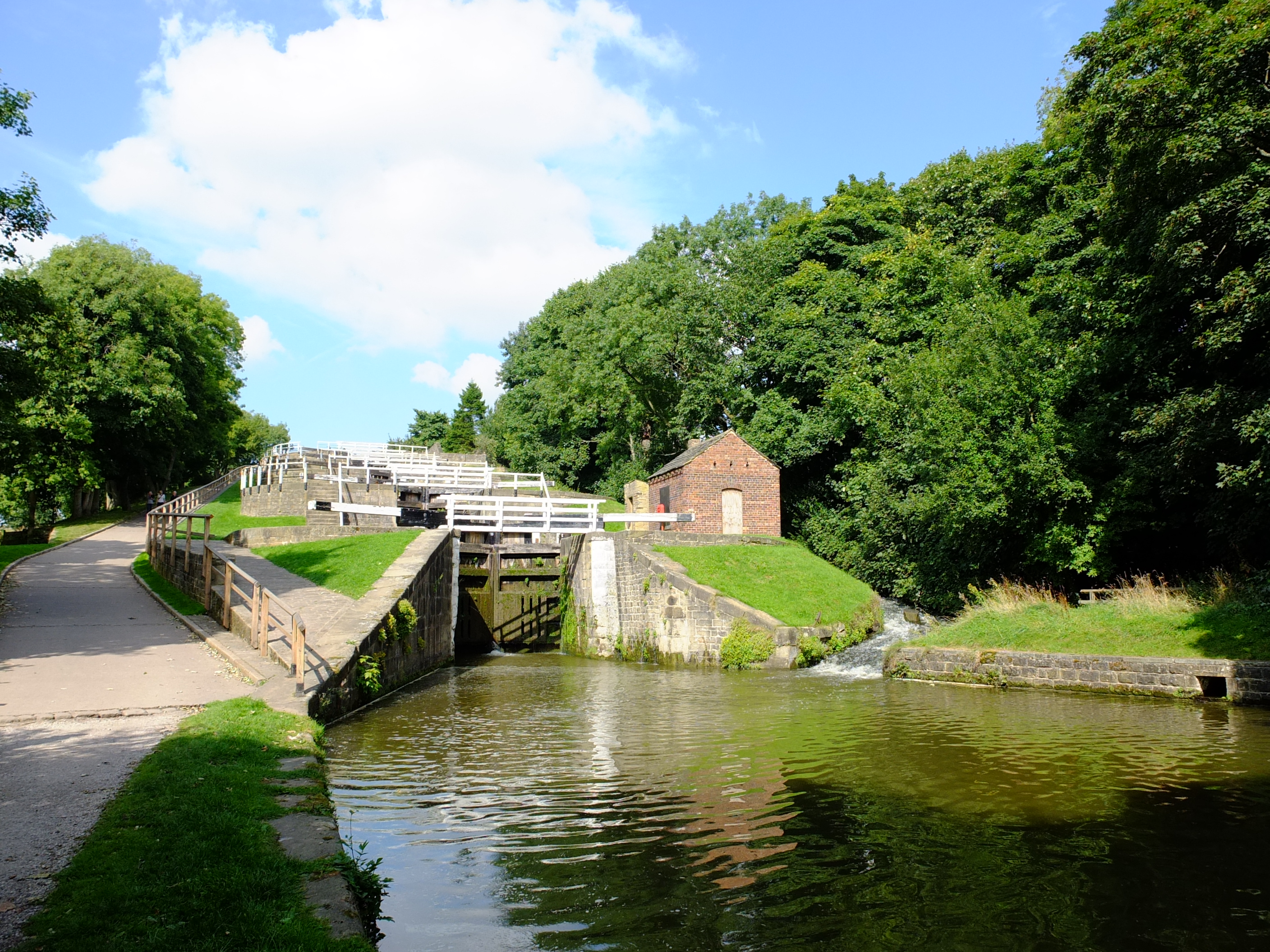
Schleusentreppe von 1774 in Bingley, England
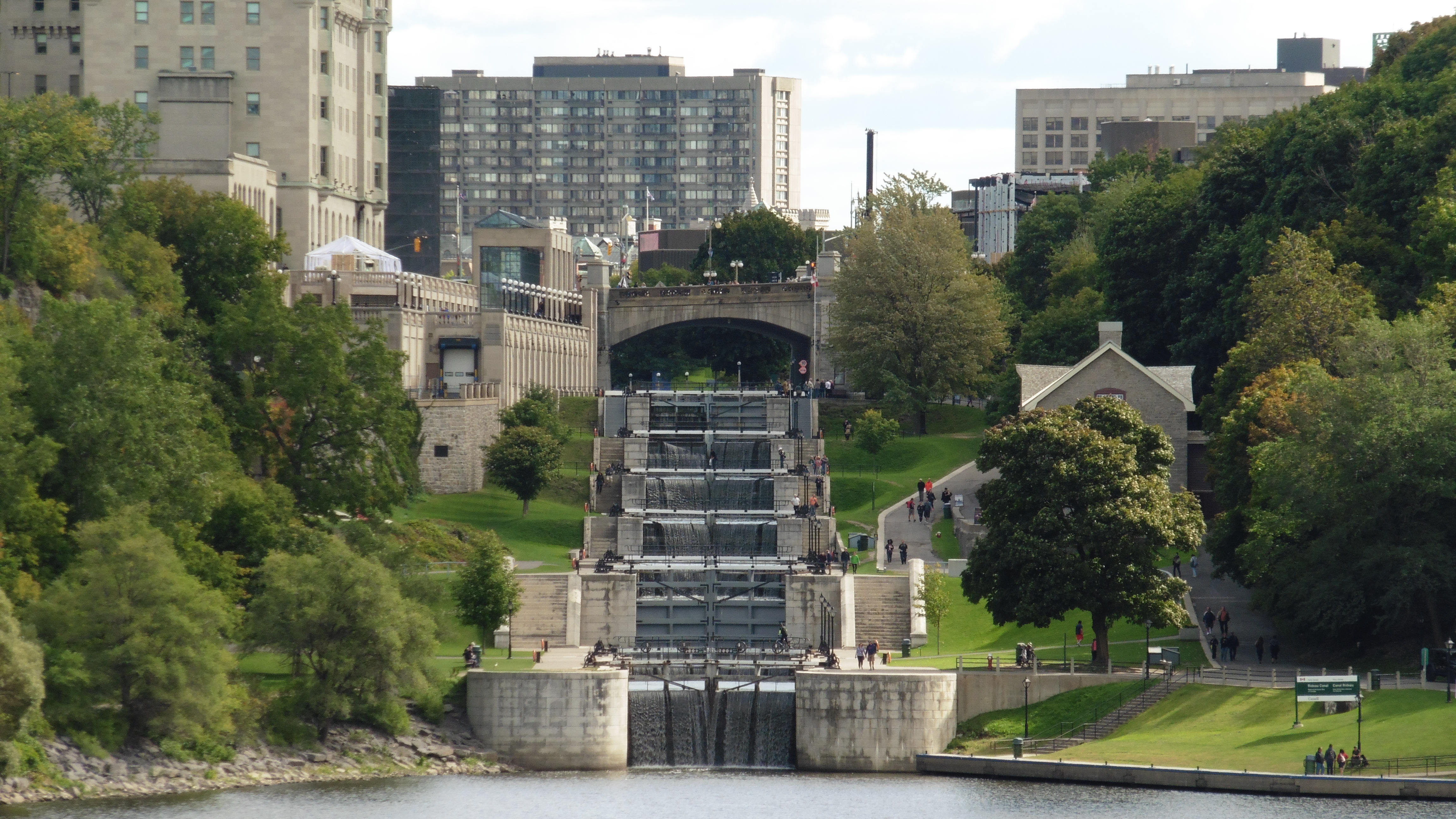
Schleusentreppe an der Mündung des Rideau Canals in den Ottawa-Fluss, Kanada
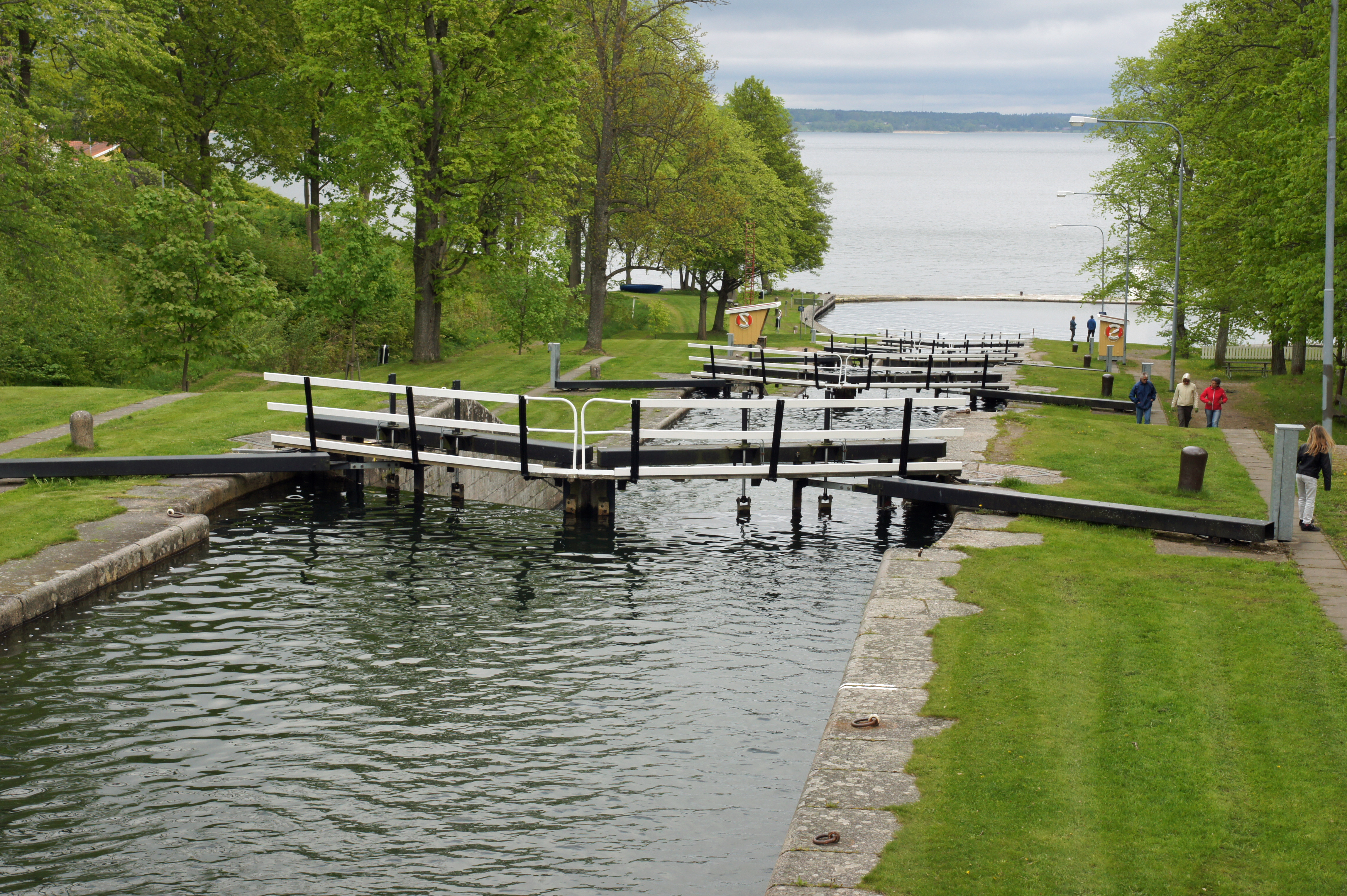
Borenshultschleusen am Göta-Kanal, Schweden
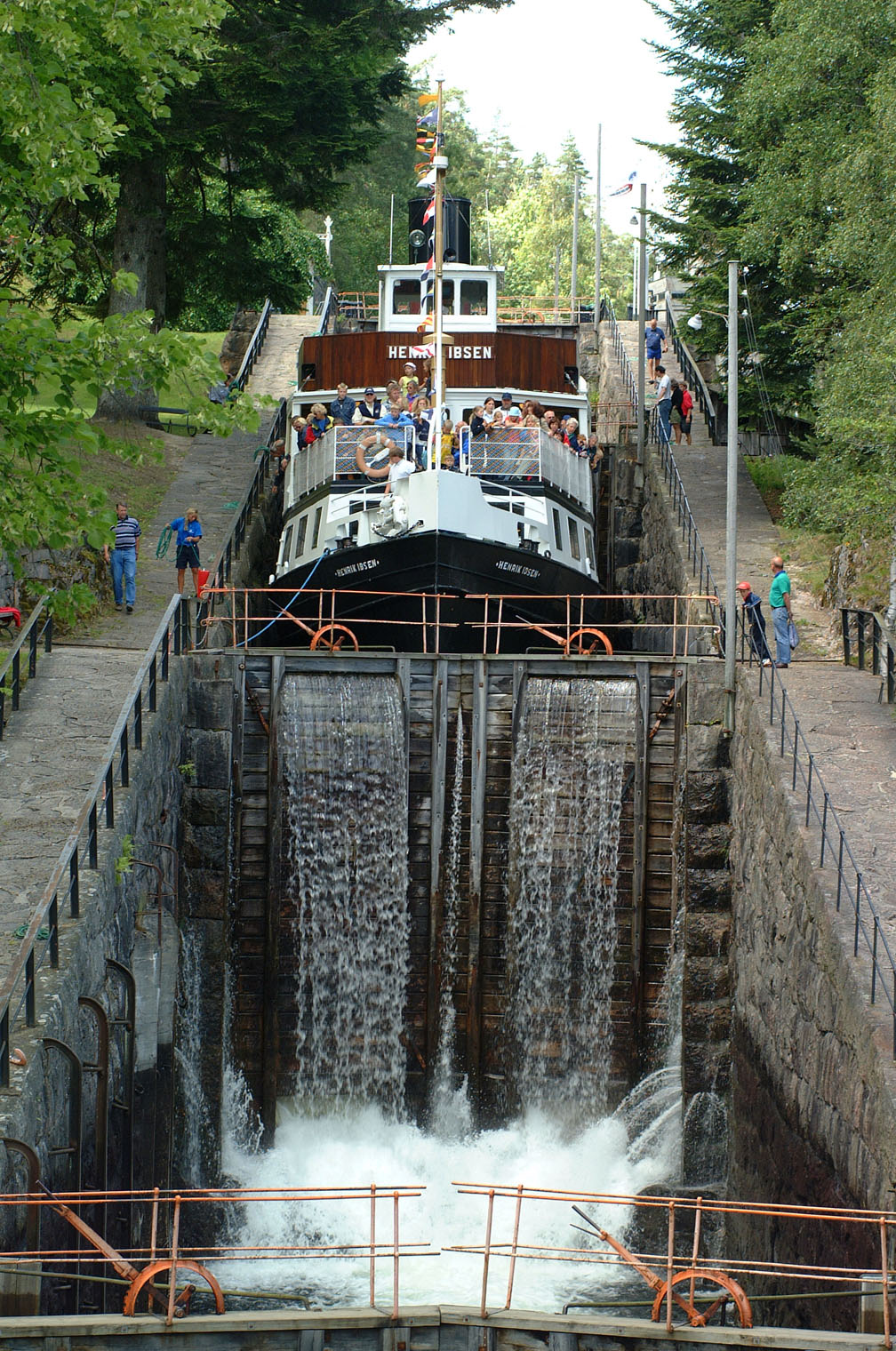
Vrangfoss-Schleusentreppe, Norwegen
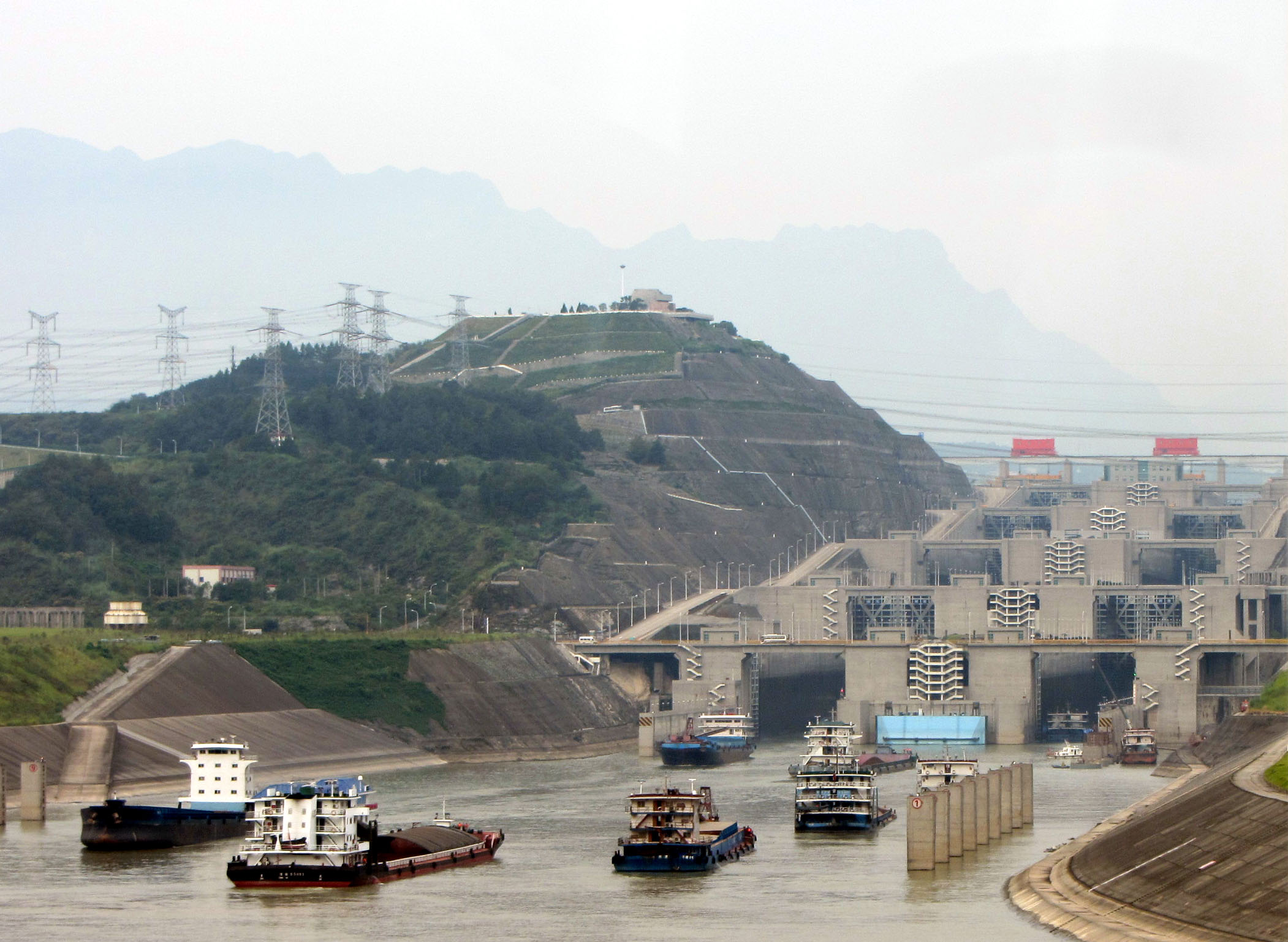
Schleusentreppe am Drei-Schluchten-Damm, China